# Autoportret (obraz Williama Orpena)
Autoportret (ang. Self Portrait) – obraz olejny namalowany przez irlandzkiego malarza Williama Orpena w 1917, znajdujący się w zbiorach Imperial War Museum w Londynie.

## Opis
William Orpen w czasie I wojny światowej był jednym z artystów wojennych, zatrudnionych przez brytyjskie Ministerstwo Informacji. Zadaniem Orpena było dokumentowanie „życia frontowego” i walk żołnierzy Brytyjskiego Korpusu Ekspedycyjnego na froncie zachodnim.
William Orpen przedstawił siebie na autoportrecie w zimowej scenerii w pozycji en trois quarts. Na głowie ma hełm Brodiego ze skórzanym paskiem zapiętym na wysokości lewego ucha, natomiast pod hełmem kominiarkę chroniącą głowę przed odmrożeniem. Spod ciężkiego ciemnozielonego rozpiętego płaszcza wystaje długi biały szal zawiązany pod szyją. Artysta patrzy na widza i jednocześnie w dłoniach, na które założył brązowe rękawiczki, trzyma notatnik i ołówek, jakby coś szkicował.